# ウィリアム・ヘンリー (化学者)
ウィリアム・ヘンリー（William Henry、1775年12月12日 - 1836年9月2日）はイングランドの化学者。
マンチェスターにトーマス・ヘンリーの息子として生まれた。ヘンリーの法則の業績で有名。

## 生涯
ヘンリーはトーマス・パーシバルのもとで見習いをし、後にマンチェスター病院にてジョン・フェリア(英: John Ferriar)やジョン・ユイット(英: John Huit)と働いた。
1795年からはエディンバラ大学で医学を学び、1807年に学位を取得した。しかし病気がちのため内科医としての経験を積むことが出来ず、その間の時間を主に化学の研究、特に気体関係の研究に充てた。
ヘンリーの最も知られている論文(フィロソフィカル・トランザクションズ、1803年出版)では、異なる温度や気圧下において水に吸収される気体の量についての実験が記述されていた。この結果は今日ではヘンリーの法則として知られている。
ヘンリーのその他の論文では気体分析、 坑内爆発性ガス、灯用ガス、塩酸・アンモニアの組成、尿路結石やその他病的な結石、熱による殺菌能力といった話題について扱っていた。
ヘンリーの著した『Elements of Experimental Chemistry』(1799年)は当時相当な人気を博し、30年のうちに30刷に達した。本書は、ドイツ語訳、オランダ語訳を通して日本にも伝わり、1837年から1847年にかけて宇田川榕菴によって『舎密開宗』として出版された。
ヘンリーは後のマンチェスター工科大学である機械工協会の創設者の一人であった。
1808年には栄誉あるコプリ・メダルを受賞し、1809年2月に王立協会フェローに選出された。
1836年にヘンリーはマンチェスター近郊のペンドルベリーという町に所有していた私的礼拝堂で銃により自殺した。